# الطريق إلى أوز
الطريق إلى أوز (بالإنجليزية: The Road to Oz)‏ هو خامس كتب أرض أوز بقلم ليمان فرانك بوم. ونشر أصلا في 10 يوليو 1909 م وهو يروي زيارة دوروثي الرابعة لأرض أوز.
قام بوم بإهداء الكتاب إلى جوسلين ستانتون بوم، أول حفيد المؤلف، وهو ابن أكبر أبناء بوم وهو فرانك جوسلين بوم.